# Антонійс Черномордійс
Антонійс Черномордійс (латис. Antonijs Černomordijs, нар. 26 вересня 1996, Даугавпілс, Латвія) — латвійський футболіст, центральний захисник клубу «Рига» та національної збірної Латвії.

## Ігрова кар'єра

### Клубна
Антонійс Черномордійс вихованець даугавпілського футболу. У 2013 році у складі клубу «Даугавпілс» дебютував у Першій лізі чемпіонату Латвії. Вже наступного сезону разом з клубом футболіст грав у Вищий лізі.
У 2015 році Черномордійс перейшов до польського «Леха». Провів у клубі півтора сезону але в основі так і не зіграв, весь цей час виступаючи за дублюючий склад. Після повернення у 2016 році до «Риги», Антонійс у 2017 році один матч провів у складі кіпрського клубу «Пафос». Після чого остаточно став гравцем гравцем ризького клубу, де отримав статус капітана команди. Разом з «Ригою» Черномордійс вигравав чемпіонат Латвії та національний Кубок. А також брав участь у груповому раунді Ліги конференцій восени 2022 року.

### Збірна
Антонійс черномордійс виступав за юнацькі та молодіжну збірні Латвії. Був капітаном молодіжки. Першу гру у складі національної збірної Латвії Черномордійс провів у вересні 2019 року.

## Титули
Рига
 Чемпіон Латвії (3): 2018, 2019, 2020
 Переможець Кубка Латвії (2): 2018, 2023
 Переможець Суперкубка Латвії (1): 2024